# Triángulo de peligro de la cara
El triángulo de peligro de la cara está formado por la zona que va desde los labios y los costados de la boca hasta el puente de la nariz, incluyendo la nariz, el tabique y el maxilar. Debido a la naturaleza del suministro de sangre a la nariz humana y el área circundante, es posible que un patógeno o una infección retrógrada en la zona y alrededores se propague al cerebro, causando trombosis del seno cavernoso, meningitis o absceso cerebral.
Esto sucede gracias a la comunicación (a través de las venas oftálmicas) entre la vena facial y el seno cavernoso. El seno cavernoso se puede encontrar dentro de la cavidad craneal, entre las capas de las meninges, y es un conducto importante de drenaje venoso del cerebro.A pesar de este argumento anatómico hasta cierto punto plausible, sólo las infecciones faciales muy graves (por ejemplo, el absceso nasal) pueden provocar una complicación infecciosa más profunda en el sistema nervioso central. Esto raramente sucede.
Se descubrió que existen válvulas venosas en las venas oftálmicas y faciales. Por lo tanto, no es la ausencia de válvulas venosas, sino la existencia de comunicaciones entre la vena facial y el seno cavernoso y la dirección del flujo sanguíneo en el área lo que influye en la propagación de la infección desde la cara hacia otras partes del cuerpo. La gran mayoría de personas, (pero no todas), tienen válvulas en estas venas particulares de la cara.
La relación entre esta zona y el riesgo de trombosis del seno cavernoso fue descrita ya en 1852.En 1937, un estudio encontró que el 61% de los casos de trombosis del seno cavernoso eran el resultado de furúnculos no tratados en la parte superior de la cara.Si bien el trastorno se ha vuelto muy inusual con el desarrollo de antibióticos, sigue conllevando una probabilidad baja de desarrollar un alto riesgo de muerte y si se presenta necesita ser tratado de forma urgente y agresiva con antibióticos y anticoagulantes.

## Infección del seno cavernoso
Si el seno cavernoso se infecta, puede provocar que se forme un coagulo, lo que puede resultar en una trombosis del seno cavernoso. Esto afecta las estructuras que lo atraviesan y/o lo rodean. Dentro del seno cavernoso se puede encontrar la constricción de los siguientes nervios craneales (NC): NC III (nervio motor ocular común), NC IV ( nervio troclear), NC VI (nervio abducens), NC V ( nervio trigémino), específicamente las ramas V1 ( nervio oftálmico) y V2 (nervio maxilar). La falla de cada uno de los nervios enumerados anteriormente se manifestará en la pérdida de la función del músculo que controlan, la glándula o la inervación parasimpática específica (del NC III). Además, es posible que al hincharse el seno cavernoso comprima el quiasma óptico (lo que provocaría problemas de visión e incluso la pérdida de esta) y/o de la glándula pituitaria .[cita requerida]
La falla del NC III resultará en la pérdida de función y movilidad de los músculos: recto medial, recto superior, recto inferior y oblicuo inferior. Para más desgracia, también se perdería la función de los músculos que abren el párpado: el músculo elevador del párpado superior y el músculo tarsal superior (músculo de Müller). El daño del CN III también produce pérdida de la inervación parasimpática del ojo (pérdida de la constricción pupilar y de la acomodación del cristalino). Estos síntomas provocan una grave disminución de la calidad de vida de la persona que los padece.